# 高知地方検察庁
高知地方検察庁（こうちちほうけんさつちょう）は、高知県高知市にある日本の地方検察庁の一つで、高知県を管轄している。略称は、高知地検（こうちちけん）。須崎、安芸、中村に支部を置いている。

## 沿革
- 1947年（昭和22年）5月
  - 検察庁法施行に伴い高知地方検察庁設置。
- 1954年（昭和29年）9月
  - （本庁）旧本庁舎が竣工。
- 1976年（昭和51年）2月

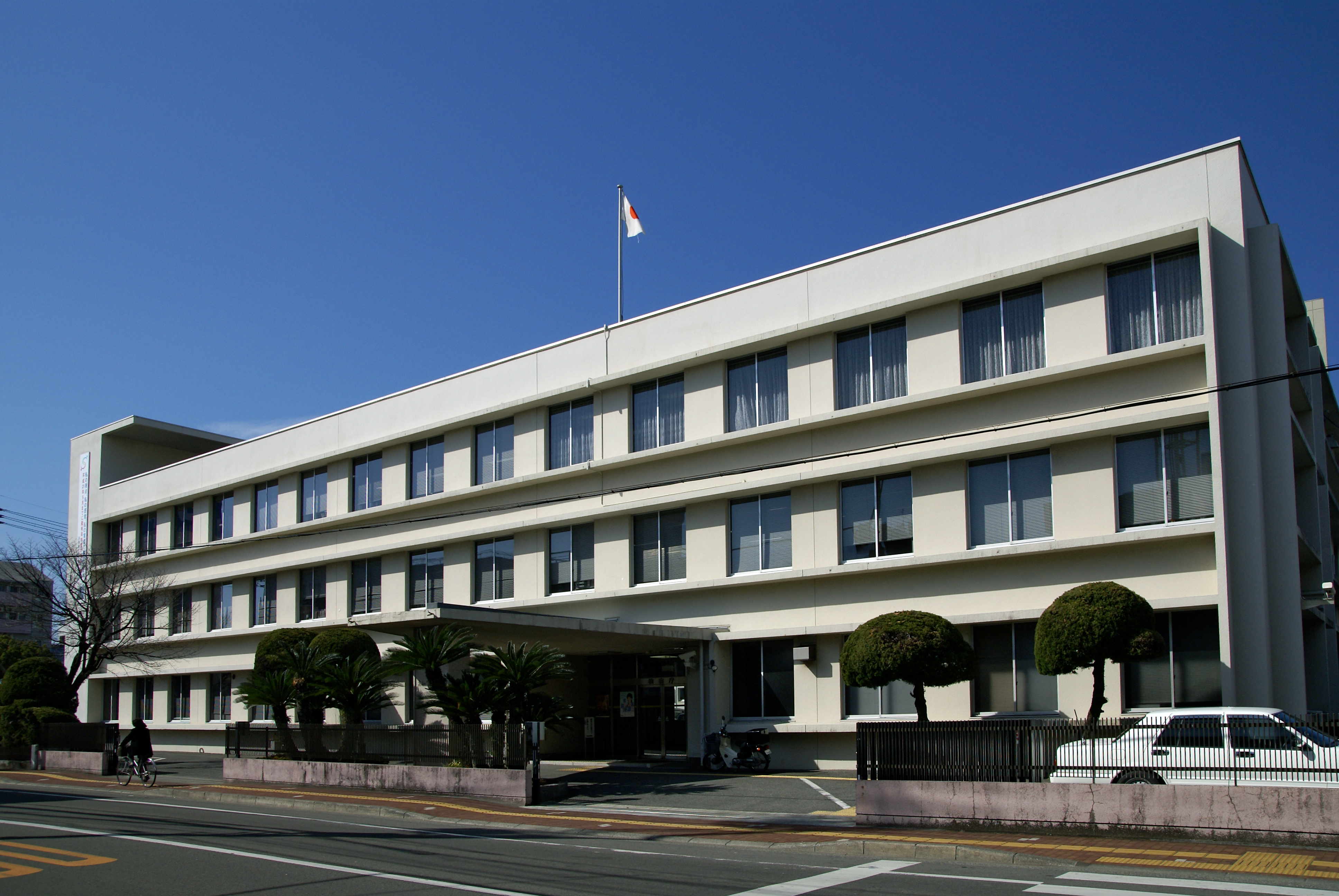
旧本庁舎（2008年2月28日）

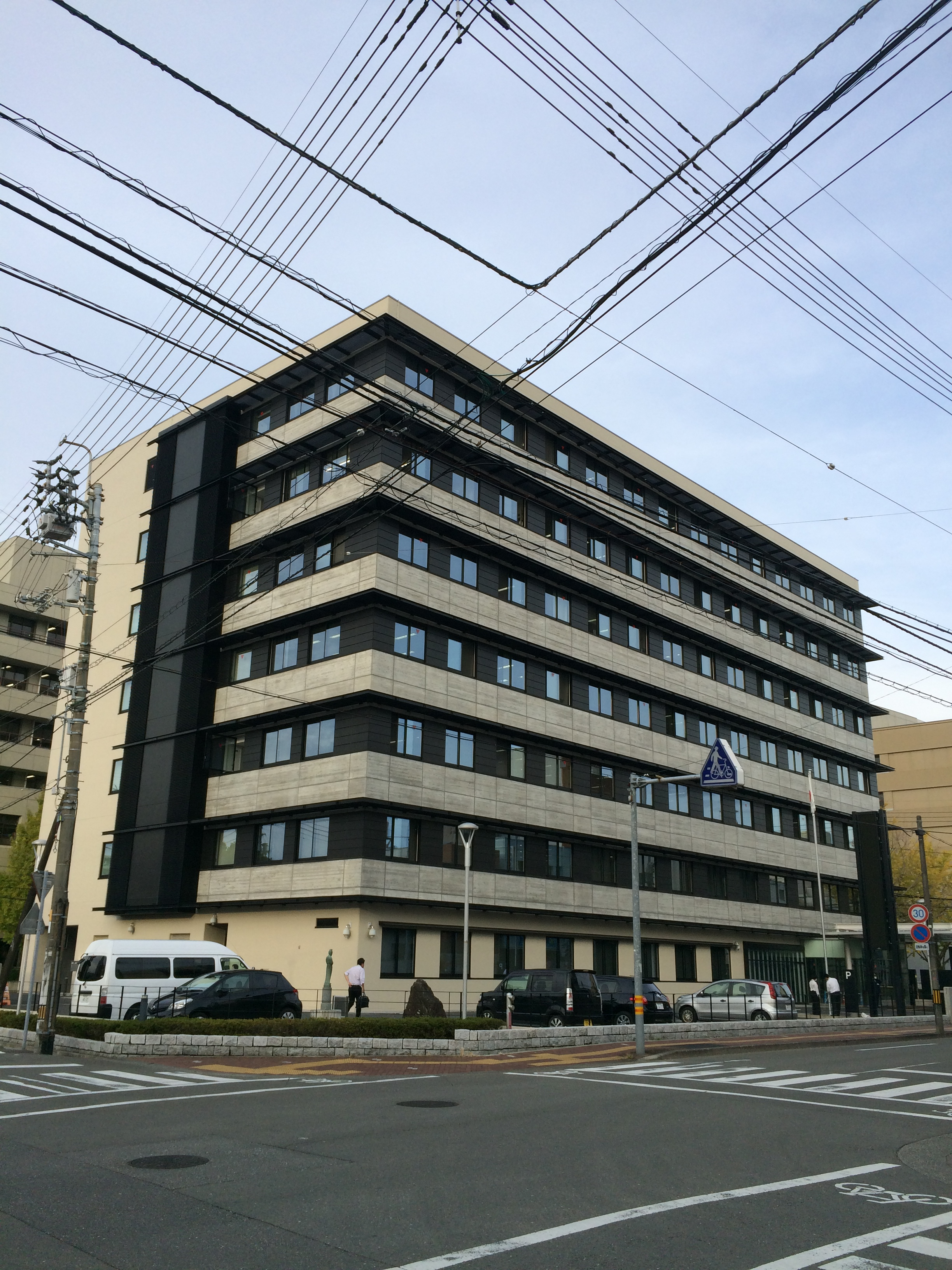
高知法務総合庁舎(2015年11月11日)

  - （安芸支部）現敷地に庁舎を新築し、現在に至る。
- 1979年（昭和54年）3月
  - （中村支部）現敷地に庁舎を新築し、現在に至る。
- 2004年（平成16年）5月
  - （須崎支部）現敷地に須崎第2地方合同庁舎を新築し、現在に至る。
- 2012年（平成24年）2月
  - （本庁）旧本庁跡地に高知法務総合庁舎を新築し、現在に至る[1]。

## 所在地
- 本庁（高知区検察庁併設） - 高知市丸ノ内一丁目4番1号 高知法務総合庁舎　北緯33度33分32秒 東経133度31分42秒 / 北緯33.55889度 東経133.52833度
とさでん交通伊野線 グランド通停留場下車 北へ徒歩約3分
- 須崎支部（須崎区検察庁併設） - 須崎市青木町1番4号 須崎第2地方合同庁舎　北緯33度23分26.4秒 東経133度17分21.3秒 / 北緯33.390667度 東経133.289250度
四国旅客鉄道（JR四国）土讃線 須崎駅から徒歩8分
- 安芸支部（安芸区検察庁併設） - 安芸市久世町9番3号　北緯33度30分5.5秒 東経133度54分11.2秒 / 北緯33.501528度 東経133.903111度
土佐くろしお鉄道ごめん・なはり線 安芸駅から徒歩10分
高知東部交通「大橋」バス停またはとさでん交通「商工会議所前」バス停から徒歩3分
- 中村支部（中村区検察庁併設） - 四万十市中村山手通54番地の2　北緯32度59分35.4秒 東経132度55分51.9秒 / 北緯32.993167度 東経132.931083度
土佐くろしお鉄道中村線・宿毛線 中村駅から徒歩20分
高知西南交通「大橋通二丁目」バス停から徒歩3分

## 管轄
- 本庁
  - 高知区検察庁（高知市・南国市・土佐市・香美市・香南市・長岡郡・土佐郡・吾川郡（いの町）・高岡郡（日高村））
- 須崎支部
  - 須崎区検察庁（須崎市・吾川郡（仁淀川町）・高岡郡（中土佐町・佐川町・越知町・四万十町・檮原町・津野町））
- 安芸支部
  - 安芸区検察庁（安芸市・室戸市・安芸郡）
- 中村支部
  - 中村区検察庁（四万十市・宿毛市・土佐清水市・幡多郡）

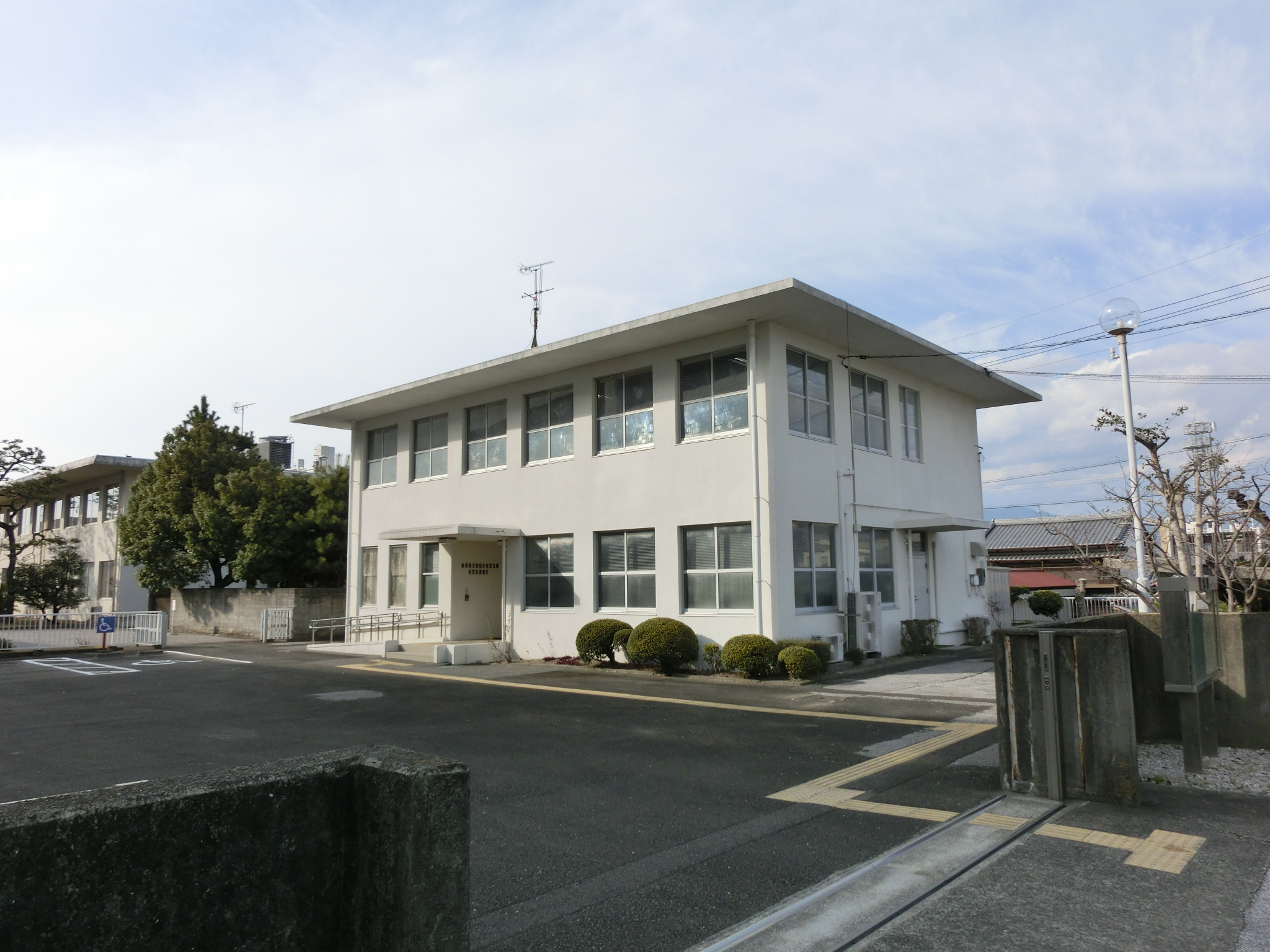
安芸支部